# Ducado (moneda)

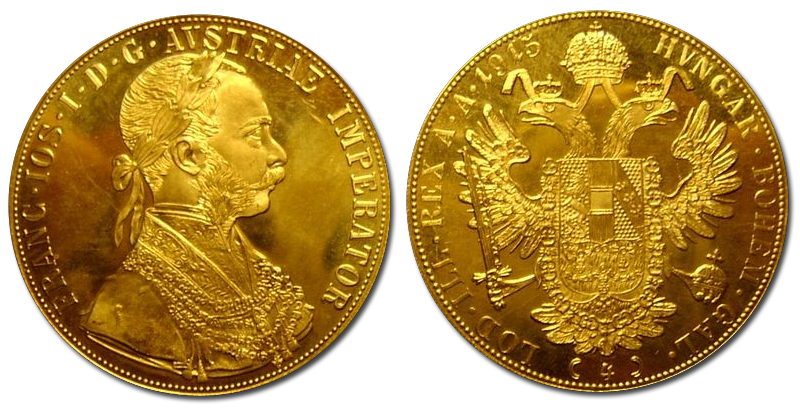
Ducados de Austria.

El ducado fue una moneda de oro antigua, acuñada en varios países de Europa y en diversas épocas. El ducado fue introducido por la República de Venecia en 1284, durante el mandato del dogo Giovanni Dandolo. Su peso es de 3,50 g de oro de 23 3/4 kts (99 %) de pureza. El ducado veneciano presenta en el anverso al dogo de rodillas frente a San Marcos, santo patrón de Venecia, y en el reverso a Jesús. 
Durante el siglo XV fue sustituyendo al florín como moneda de oro de referencia.
Muchas otras autoridades europeas, incluso muchos Estados (Länder) alemanes y austríacos acuñaron ducados. La denominación y variaciones de sus múltiplos y submúltiplos se acuñaron hasta comienzos del siglo XX[cita requerida] La producción de ducados como medio de canje continuó después de la Primera Guerra Mundial. Aún hoy en día, algunas cecas acuñan ducados de oro con base en cuños antiguos y los bancos los venden a inversionistas.[cita requerida]

## El ducado en España
Los Reyes Católicos reformaron el sistema monetario de la Corona de Castilla. El ducado de oro español tiene un peso de 3,6 g (ley 23 3/4 quilates), fue la moneda unitaria de oro (medio doblón) y fue una de las unidades de cuenta durante los siglos XVI y XVII. Fue por primera vez acuñado por los Reyes Católicos, con el nombre de Excelente de Granada, recibiendo después el nombre de ducado, y según el «Cuaderno de Ordenanzas de la labor de las monedas», también conocido como la «Real Pragmática de Medina del Campo», de 13 de junio de 1497, equivalía a 11 reales castellanos y 1 maravedí o bien 375 maravedíes (1500 cornados).
En 1536 se introdujo una nueva moneda de oro de menos peso y ley que el ducado, pasando a tener una ley de 22 quilates, con la finalidad de igualar la moneda de oro castellana a la de otros países y evitar su fuga al exterior.[cita requerida] Dicha moneda fue el escudo o corona (350 maravedíes), con lo que el ducado dejó de acuñarse y se convirtió en moneda de cuenta. Los Reyes Católicos fijaron un límite máximo a la cantidad de vellón circulante, con lo que establecieron un sistema estable que funcionó prácticamente durante todo el siglo XVI.[cita requerida] En 1548 Carlos I autoriza una mayor cantidad de vellón y en 1552 reduce su contenido de plata de 7 a 5 1/2 granos de ley.[cita requerida]
El ducado del siglo XVI y de comienzos del siglo XVII, tendría una equivalencia actual a unos 196 euros (según el precio del oro en peso en 2023 de 54.54 € por gramo de 22 K).
Luis de Góngora y Argote en su poema Verdad, mentira lo cita satíricamente junto con otras monedas de la época para subrayar el poder corruptor del dinero:
"Cruzados hacen cruzados,

escudos pintan escudos,

y tahures muy desnudos,

con dados ganan condados,

ducados dejan ducados,

y coronas Majestad,

¡Verdad,

verdad!"

## Ducado de plata
En el siglo XVII, en España y sus virreinatos se utilizó el denominado ducado de plata como unidad de medida, no como una moneda acuñada. Equivalía a 375 maravedíes de plata.[cita requerida]